# Radarantenne
Die von einem Primär-Radarsensor (en. Primary Radar Sensor, PSR) oder Sekundärradarsensor (engl. Secondary Surveillance Radar, SSR) und IFF (engl. Identification Friend or Foe) erzeugten hochfrequenten Signale werden je nach Typ und Verwendungszweck des Radarsensors mittels einer oder mehreren Antennen und/oder mittels unterschiedlichen Antennendiagramme abgestrahlt.
Der Empfang der passiven Echos von Zielobjekten bei PSR-Radar-Sensoren und bei SSR- und IFF-Radarsensoren der Empfang von aktiven Antwort-Telegramme (engl. Reply) von SSR- oder IFF-Transpondern erfolgt, je nach Typ und Verwendungszweck des Radarsensors, mittels einer oder mehreren Antennen und/oder mit Hilfe von unterschiedlichen Antennendiagramme.
Je nach Verwendungszweck des Radarsensensors unterscheiden sich die Antennen darin, ob sie
- fest eingebaut werden
- kontinuierlich um 360° rotieren
- oder in einem begrenzten Winkelbereich in Elevation und Azimuth hin und her scannen

bei rotierenden oder scannenden Antennen, ob das Antennendiagramm mittels einer mechanisch gedrehten bzw. geschwenkte Antenne oder elektronisch mittels eines phased Arrays erzeugt wird, dies sind
- mechanisch rotierende Antenne oder
- mechanical scanning (mscan, dt. mechanisch scannende) Antenne
- elektronisch rotierendes Phased Array Antenne
- electronically scanning (escan, dt. elektronisch scanned) Phased Array Antenne

Die Antennendiagramme unterscheiden sich nach Verwendungszweck des Radarsensensors in Antennendiagramm und Antennengewinn
- rundstrahlende Antennen mit kleinem Antennengewinn, um 5 dBi, z. B. bei SSR und IFF transpondern in Luftfahrzeugen
- in Quadranten mit jeweils 90° Breite aufgeteilte verwendet, Antennengewinn kleiner 9 dBi, z. B. ACAS (engl. Airborne Collision Avoidance System) an Bord von Luftfahrzeugen
- gerichtete Antennen mit kleinem Antennengewinn, z. B. Radar-Altimeter (RA) in Luftfahrzeugen mit ein oder zwei Antennen nach unten strahlend oder Verkehrsradar horizontal
- gerichtete  Antennen  – um 360° rotierende PSR Antennen mit ANtennengewinnen bis 38 dBi z. B. bei der Flugsicherung (engl. Air Traffic Control, ATC) verwendeten PSR- und/oder SSR-Radarsensoren oder PAR (engl. Precision Approach Radar, dt. Präzisionsanflugradar) – um 360° rotierende SSR- und IFF-Antennen mit Antennengewinnen zischen ca. 17 dBi bis 28 dBi z. B. bei der Flugsicherung (engl. Air Traffic Control, ATC) verwendeten SSR-Radarsensoren

## Allgemeines

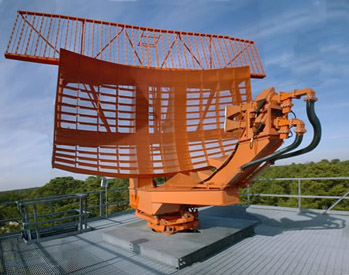
Radarantennen einer kombinierten PSR- und SSR-Radarsensors einer ASR (en. Airport Surveillance Radar) Radaranlage. PSR Parabolspiegel mit Erregern des PSR Radarsensors unten, SSR LVA-Antennenarray des SSR-Radarsensors darüber

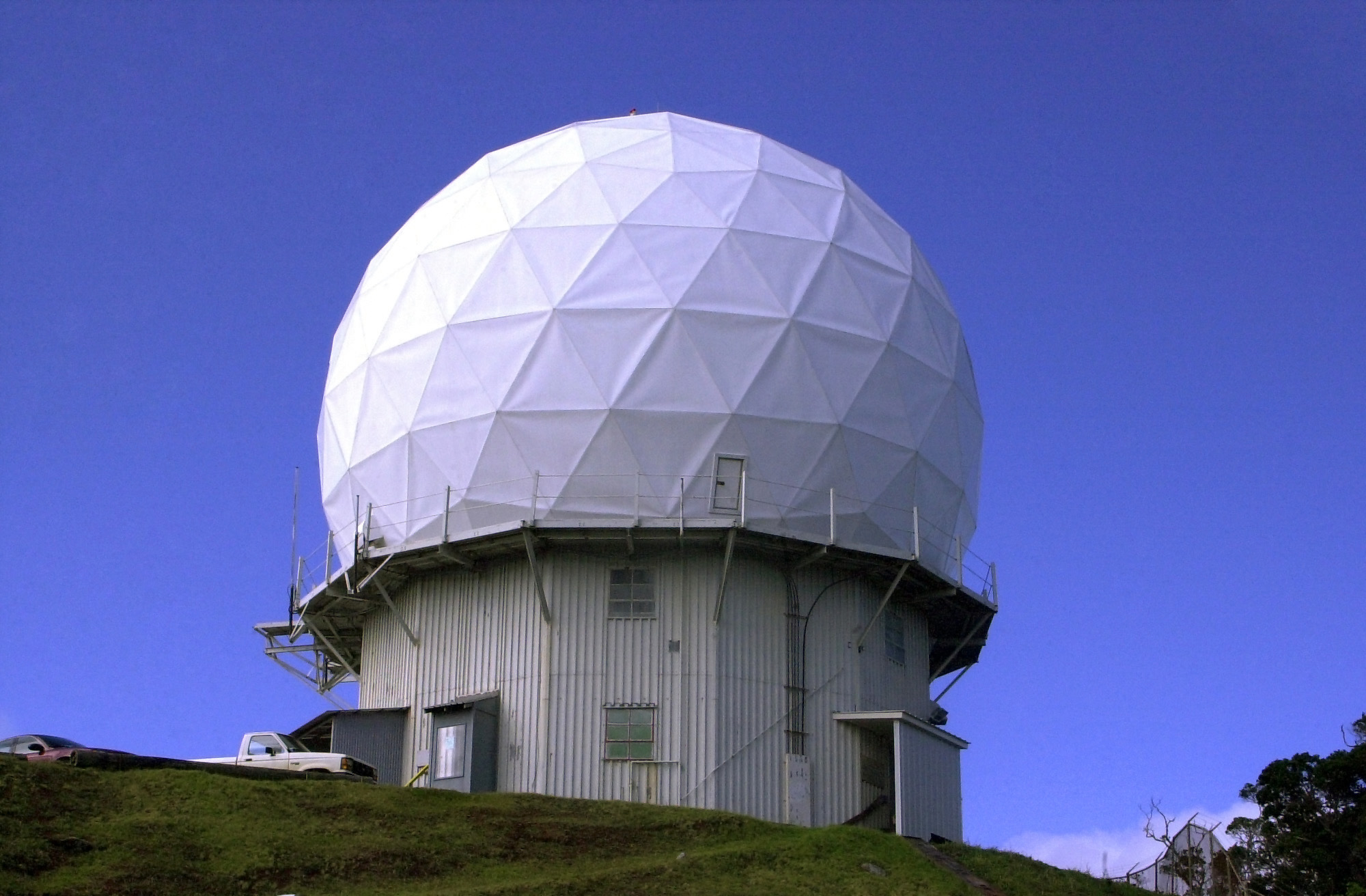
Radom, zum Schutz von einer oder mehreren Radarantennen

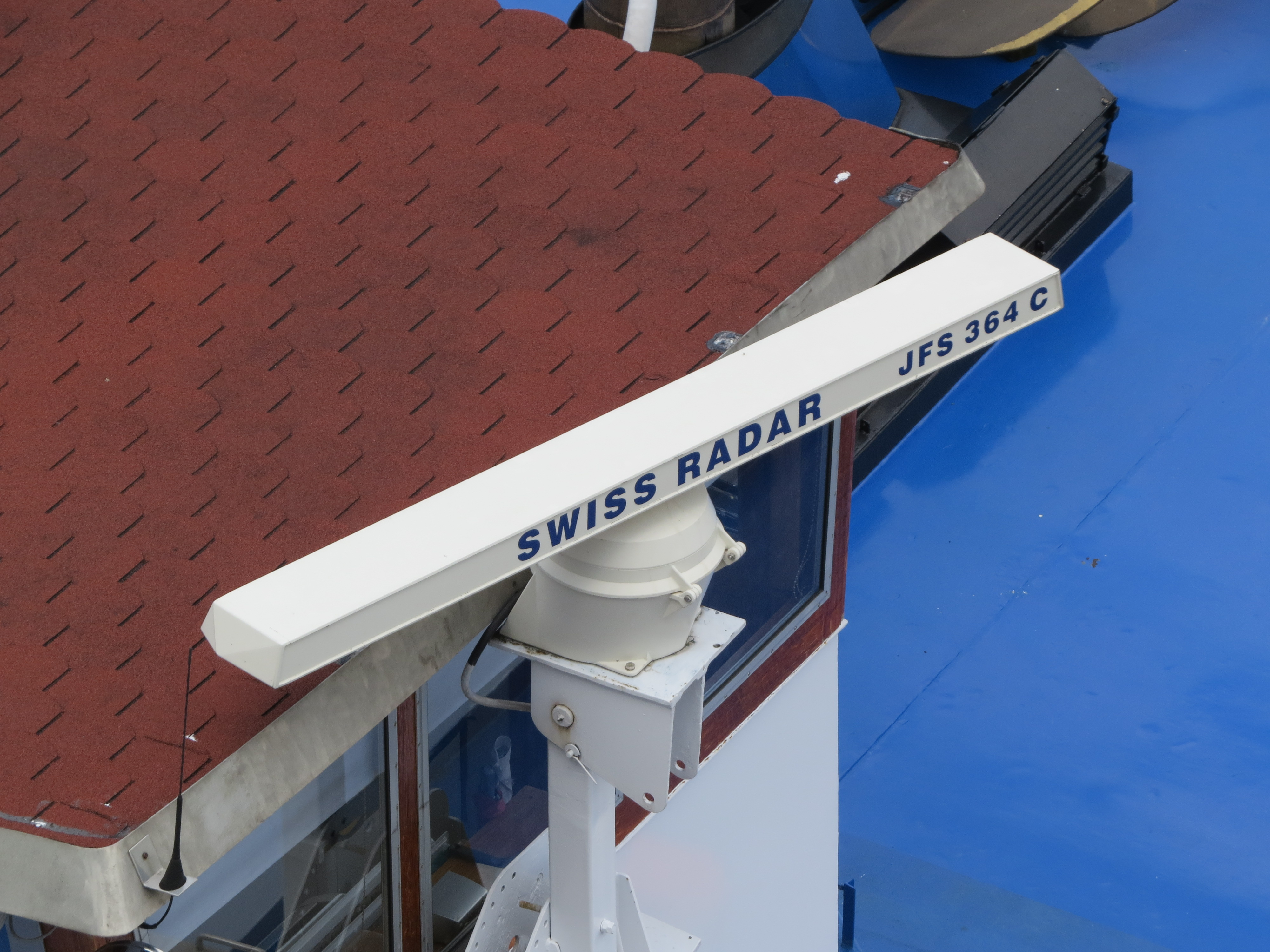
Radaranlage des Binnenschiffs Kelheim bei Kraftwerk Melk, Österreich (2019)

Je nach Typ und Verwendungszweck des Radarsensors werden:
- zum Aussenden von PSR- und/oder SSR-Signalen als auch zum Empfang die gleiche Antenne verwendet, z. B. bei PSR-Radar-Sensoren zum Empfang der passiven Echos von Zielobjekten und bei SSR- und IFF-Radarsensoren zum Empfang der aktiven Antwort-Telegramme (engl. Reply) von SSR- oder IFF-Transpondern
- mehrere Antennen benötigt, um die benötigten Antennendiagramme zu erzeugen, z. B. SSR- oder IFF-Sensoren eine gerichtetes Antennendiagramm für Abfragen und Empfang und ein omnidirektionales Diagramm für die Side Lobe Suppression (SLS, dt. Nebenkeulenunterdrückung)
- zwei räumlich versetzte Antennen zur Entkopplung zwischen Radar-Sender und -Empfänger benötigt, FM-CW Radar-Altimeter
- eine oder mehrere unterschiedlichen Antennendiagramme zum Senden und/oder Empfang verwendet werden
- die für die Aussendung und Empfang von PSR- und SSR-Radarsignale verwendeten Antennen sind Monostatischen Radaranlagen am gleichen Standort auf- oder eingebaut, z.T auch als Kombination zwischen zwei Radar-Sensoren z. B. kombinierter PSR- und SSR- oder IFF-Radar-Sensors bei einer ASR (engl. Airport Surveillance Radar) oder SREM-Bei multistatischen Radaranlage,
- Bei Bi- oder Multistatischen Radarsystemen können die Antennen der/des Sender(s) und/oder der Empfänger an verschiedenen Standorten auf- oder eingebaut
- ein oder mehrere unterschiedliche Antennendiagramme bei Aussendung der PSR-, SSR- und IFF-Radarsignale und ein oder mehrere unterschiedliche Antennendiagramme zum Empfang der passiven Echos an Zielobjekten bei PSR-Radar-Sensoren und bei SSR- und IFF-Radarsensoren der Empfang von aktiven Antwort-Telegramme (engl. Reply) von SSR- oder IFF-Transpondern verwendet werden
- in Azimut und Elevation unterschiedlich geformte Antennendiagramme verwendet werden, z. B. in der Elevation bezogen auf die Horizontal-Ebene Hog-Trough oder cosec²-geformte Antennendiagramme bei SSR und IFF-Radarsensoren
- unterschiedliche Breite und Gewinn des Main-Beams (dt. Hauptkeule) der Radarantenne erfordern, abhängig von den betrieblichen Anforderungen an die benötigte Zielauflösung in Azimut und/oder Elevation
- unterschiedliche Frequenzbereiche genutzt werden, z. B. L-, S-, C- oder X-Band, wodurch die Größe der Radarantenne bei gleichem Gewinn der Antenne mit zunehmend kleiner werdenden Wellenlänge, bei gleichem Gewinn, auch kleiner werden
- je nach betrieblich geforderter Anzahl von Zielbestätigungen pro Minute, sowie der geforderten Erfassungsreichweite von Radarsensoren, drehen oder scannen in Azimut- und/oder Elevation-Wwinkeln die Radarantennen unterschiedlich schnell. Die maximal mögliche Zielerneuerungsrate ist aufgrund der für die Laufzeit pro NM Reichweite auf dem Hin- und Rückweg mit 12,36 µs pro NM begrenzt, z. B. 714,6 µs bei einem ASR-Radarsensor und 2,47 s µs bei einem SRE-M-Radarsensor mit 200 NM Erfassungsreichweite. Hinzu kommen die für die Aussendung von PSR-, SSR und IFF-Radarsignalen benötigten Zeiten, und der zum Empfang und Auswertung von Radarsignalen zusätzlich benötigten Zeiten, sowie die bei SSR- und IFF-Transponder definierten Antwortverzögerungen (engl. Reply-Delay)
- Radarantennen können sowohl mit linear horizontal oder vertikal polarisierte Polarisation verwendet werden und/oder  fest eingebaute oder zuschaltbare Zirkulatoren für die Erzeugung von zirkular oder elliptischer Polarisation. Ein PSR bietet bei zirkularer Polarisation eine bessere Zielentdeckung in Regenwolken.

## Zu einer Radarantenne gehörende Komponenten
Mechanisch drehende und scannende Radarantennen benötigen zusätzlich zu der PSR-, SSR- oder IFF-Antennen
- zwei oder mehr Antriebsmotoren mit Drehzahlstabilisierung, um auch bei hoher Windlast, ohne Nutzung eines Radoms, eine stabile Drehzahl der Radarantennen zu ermöglichen
- Antennenlager
- zwei- bis neun-kanalige Hohleiterdrehkupplung[3], [4] zur Übertragung der PSR-, SSR- oder IFF-Signale, optional auch mit Slipring (dt. Schleifringübertrager)
- Hohlleiterund/oder Koaxialkabel von den Sendern und Empfängern des Radarsensoren zur Hohleiterdrehkupplung und von der Hohleiterdrehkupplung zu den PSR-, SSR- oder IFF-Antennen
- Drehwinkelgeber die den Azimutwinkel, d. h. die Ausrichtung der Radarantenne oder Radarantennen bezogen auf geographisch Nord liefern
- Azimut- und Elevations-Winkelgeber bei PAR-Anlagen die den Azimut und Elevationswinkel bei horizontal- und/oder vertikal-scannend Radarantennen liefern, z. B. PAR
- optional, ein Radom zum Schutz der Radarantenne, bzw. Radarantennen vor Wind und Regen, Schnee- und Eisablagerung

## Radarantennentypen
- Antennen-Arrays aus (bi-)direktionalen   Antennen, z. B. Freya
- Phased Antenna Arrays aus direktionalen Antennen, z. B. Überhorizontradar (en. Over The Horizon Radar, OTHR)
- parabolförmige Reflektoren mit einem oder mehren Hohleiter-Erregern oder Dipolen die lineare horizontal oder vertikal polarisierte Polarisation erzeugen,  und/oder  fest eingebaute oder zuschaltbare Zirkulatoren für die Erzeugung von zirkularer oder elliptischer Polarisation Anmerkung: Bei PSR erlaubt die Nutzung von zirkular polarisiert abgestrahlten Radarsignalen eine verbesserte Entdeckung von Zielen in Regenwolken

- Phased Array Antennen-Arrays
- Hog Trough-Antennen-Arrays für SSR oder IFF mit symmetrisch, um die Horizontale verteilten Elevationsantennendiagramm, z. B. bestehend aus Hornstrahlern, oder LPD-Antennen (engl. Logarithmic Perodic Antenna)
- LVA- (engl. Large Vertical Array) SSR- und IFF-Antennen